# Expansión acelerada del universo

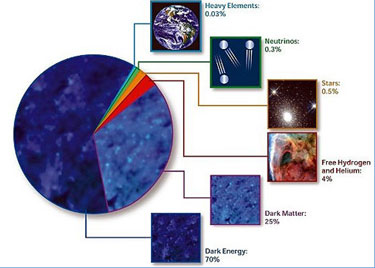
La hipótesis más común para dar cuenta de la expansión acelerada del universo es asumir la existencia de un tipo de energía exótica llamada energía oscura. De acuerdo con los cálculos cuantitativos alrededor del 70 % del contenido energético del universo consistiría en energía oscura, cuya presencia tendría un efecto similar a una constante cosmológica de tipo expansivo como el observado; sin embargo, la naturaleza exacta de este tipo de energía es desconocida.

«Expansión acelerada del universo» o «universo en expansión acelerada» son términos con los que se designa el hecho, descubierto en 1998, de que el universo se expande a una velocidad cada vez mayor. Este descubrimiento fue inesperado, ya que hasta ese momento se pensaba que, si bien el universo ciertamente estaba en expansión, esta, ocasionada como un eco del Big Bang, tenía un ritmo que iba decreciendo por efecto de la atracción gravitatoria mutua entre galaxias distantes (aunque lentamente por la baja densidad de materia-energía presente en el universo, Ωm, que se estima que es igual a 0,29). 
A finales de la década de 1990 unas observaciones de supernovas de tipo Ia arrojaron el resultado inesperado de que la expansión del universo ha ido acelerándose desde hace unos 5000 millones de años.Estas conclusiones parecen más firmes a la luz de nuevos datos.
De ser correcta esta teoría, el resultado de la tendencia a la expansión sería la imposibilidad de seguir viendo cualquier otra galaxia —véase límite de Hubble—. Además dicha expansión acelerada, da lugar a una nueva teoría del fin del universo que recibe el nombre de "Gran desgarramiento" o, en inglés, Big Rip.
Puesto que la energía causante de la aceleración del espacio-tiempo no ha podido ser observada en forma directa, se ha dado en llamarla energía oscura. Dos candidatos teóricos que podrían hacer las veces de esta energía son una constante cosmológica no igual a cero (que pudo haber causado la inflación cósmica) y una energía repulsiva más general llamada quintaesencia. De todas maneras, una expansión acelerada no entra en contradicción frontal con la formulación original de la teoría general de la relatividad, que ya ocasionó en su tiempo una polémica entre Albert Einstein, quien en un tiempo introdujo la constante cosmológica en su ecuación de campo retirándola después, y varios científicos: Alexander Friedman, Georges Lemaître, Howard Percy Robertson y Arthur Geoffrey Walker, quienes probaron que existían soluciones estables no estacionarias sin el término proporcional a la constante cosmológica.

## Descubrimiento
El descubrimiento de la aceleración de la expansión del Universo se realizó midiendo la distancia de luminosidad de estrellas cuya magnitud absoluta se supone conocida: las supernovas de tipo Ia. La relación entre la distancia de luminosidad y el corrimiento al rojo de esos objetos permite reconstruir la historia de la expansión del Universo a lo largo de varios miles de millones de años y, por tanto, ver si la expansión del Universo se acelera o desacelera con el tiempo. La aceleración o desaceleración de la expansión corresponde a la evolución de la velocidad de escape de las galaxias distantes con respecto a la Vía Láctea.
Este fenómeno fue puesto de relieve en 1998 por dos equipos internacionales, el Supernova Cosmology Project, dirigido por  Saul Perlmutter, y el High-Z supernovae search team, dirigido por Adam Riess y con Brian Schmidt  lo que les valió a los tres el Premio Nobel de Física en 2011.

## Aceleración de la expansión del universo
La observación de que, retrocediendo en el tiempo 5×109 años, el universo ha entrado desde un período de desaceleración de su expansión a uno de aceleración, surge como una predicción al aplicar el mecanismo de división y elongación de fotones en cascada (Photon-splitting and elongation-cascade, PSEC), propuesto por Alfred Bennun (Rutgers University), no solo al período de inflación cósmica (Alan Guth), sino también al de su subsiguiente expansión. Este mecanismo de expansión exponencial es asimilable a la constante cosmológica de Einstein, porque propone que la energía primordial se puede describir como una radiación que precede a la formación de materia, contrarrestando la atracción gravitatoria de la misma por elongación de longitud de onda, que persiste en el "fósil" observable como radiación cósmica de fondo (Cosmic Background Radiation, CMB). Esta caracterización conceptual, atribuyendo a la energía radiante una función de onda de 6 protones por metro cúbico (6 x masa en reposo del protón 9,38379×102 MeV), el valor resultante —5,630274×103— se multiplica por el volumen del universo observable en la actualidad —13,7×109 años luz, o 9,1×1078 metros cúbicos— para obtener el total de la energía presente al inicio de la inflación —5,124×1082 MeV—. Por división de este número por la energía de Planck se obtiene el número inicial de fotones: 5,124×1060. Estos trenes de fotones serían inicialmente confinados dentro de una topología no calculable pero que se abre creando un espacio tridimensional de radio igual al radio de Fermi, 10–13 cm, y por lo tanto evitando la naturaleza puntual y adimensional de una singularidad. En simulación, desde el inicio de la inflación (tiempo de Planck: 10–44 segundos) hasta su final (10–33 segundos), el tiempo se escaló como un incremento logarítmico y por subdivisión se obtuvo una secuencia de 66 lapsos con progresión de fechas respectivas, cada una duplicando la extensión temporal del período anterior. 
En cada período la energía por quanta se redujo a la mitad con respecto al período anterior, como si fuera una cascada de división de fotones reiterada 66 veces, o sea de 1×266 divisiones de los fotones iniciales pero cuyo incremento inicial del radio del universo se expresa en base 4 y exponencial 66, (1×2×2)66, ya que en cada división o partición de los fotones simultáneamente, no solo se dobla su número sino también la amplitud de su longitud de onda. Ambos procesos no están limitados por la velocidad de la propagación de la luz en el espacio, porque implican transiciones en la amplitud del espacio-tiempo mismo. La contribución al crecimiento cósmico por despliegue de la luz en el mismo es despreciable durante la inflación. Sin embargo, esta se vuelve muy importante durante la expansión mientras la elongación de la longitud de onda de CMB se asocia en función temporal no ya a dichas mínimas fracciones de segundo sino a muchos años luz. 
Escalando desde el universo de 90 años luz de radio (r) al final de la inflación hasta 12,08×109 años luz (que es menor que el radio en el presente) se obtiene una exponencial 27 para representar la secuencia de divisiones de fotones en base dos: 90×227 = 12,08×109 años luz. Este procedimiento para calcular la cascada de división de fotones durante la expansión cósmica podría no ser el adecuado.
Otra aproximación es verificar este valor iterativo de exponencial 27 obtenido para las secuencias de divisiones en la era de expansión usando el valor energético del presente de CMB —2,71 K o 2,3×10–10 MeV— multiplicado por 227 para obtener el valor energético de CMB al final de la inflación: 3,087×10–2 MeV. El ajustado de este número por simulación posiblemente requiere diferenciar la contribución de la expansión debida a la luz, o de la debida a la división fotónica usando parámetros adicionales como los relacionados con la formación de materia. Como el fotón carece de masa, el origen de esta, vinculada a una radiación primitiva requiere postular un mecanismo para su generación. Este podría ser que en función de un momento angular, éste manifiesta equivalencia de masa. La transferencia de momento angular ocurriría durante la desaceleración de un cosmos inicialmente rotacional, o porque los trenes de fotones (polarizados transversalmente) viajarían en una dirección del espacio-tiempo que les conferiría momento angular.